# Hyaloscypha mirabilis
Hyaloscypha mirabilis är en svampart som beskrevs av Velen. 1934. Hyaloscypha mirabilis ingår i släktet Hyaloscypha och familjen Hyaloscyphaceae.   Inga underarter finns listade i Catalogue of Life.